# Mozart: C-dúr menüett billentyűs hangszerre
A C-dúr menüett billentyűs hangszerre,  K. 1f Wolfgang Amadeus Mozart műve.
Keletkezése, felépítése és minden egyéb háttérinformáció megegyezik a G-dúr menüettben leírtakkal.